# English Bicknor
English Bicknor – wieś w Anglii, w hrabstwie Gloucestershire, w dystrykcie Forest of Dean. Leży 26 km na zachód od miasta Gloucester i 176 km na zachód od Londynu. W 2001 miejscowość liczyła 406 mieszkańców.